# حسين قلي خان
حسين قولي خان القاجاري (بالفارسية: حسینقلی‌خان قاجار) كان زعيم قاجار من فرع قويونلو من عام 1759 حتى وفاته عام 1777. هو شقيق مؤسس سلالة قاجار في إيران محمد خان القاجاري.

## سيرة شخصية
كان ينتمي إلى فرع قويونلو (مكتوب أيضًا قوانلو) من قبيلة القاجار. وكان للقبيلة عدة فروع أخرى، من أبرزها قبيلة ديفيلو، التي غالبًا ما حاربت ضد قبيلة قويونلو. كان حسين قولي خان أحد أصغر أبناء زعيم عشيرة قويونلو، محمد حسن خان قاجار، وحفيد فتح علي خان القاجاري، الثري البارز الذي أُعدم بأمر من الشاه آنذاك طهماسب الثاني (ربما بناءً على طلب نادر قولي بك). (الذي أصبح يعرف باسم نادر شاه بعد استيلاءه على عرش إيران عام 1736، إيذانا بتأسيس الأسرة الأفشارية لحُكم البلاد). كان لحسين قولي خان عدة إخوة غير أشقاء وإخوة أشقاء: آغا محمد خان قاجار، مرتضى قولي خان ، مصطفى قولي خان، رضا قولي خان، جعفر قولي خان، مهدي قولي خان، عباس قولي خان قاجار وعلي قولي خان.  عندما توفي نادر شاه عام 1747، انهار الحكم الأفشاري لإيران، مما أعطى محمد حسن الفرصة لمحاولة الاستيلاء على أستار آباد لنفسه، مما دفع عادل شاه ابن أخ نادر شاه إلى السير من مشهد إلى المدينة من أجل القبض عليه. على الرغم من فشله في القبض على حسن، تمكن عادل شاه من إخصاء أحد أبنائه، آغا محمد خان.
في عام 1763، تم إرسال حسين قولي خان وآغا محمد خان إلى عاصمة الزنديين، شيراز، حيث عاشت بها عمتهم خديجة بيجوم، والتي كانت جزءًا من حريم كريم خان. تم منح أخوة آغا محمد خان غير الشقيقين، مرتضى قولي خان ومصطفى قولي خان، الإذن بالعيش في أستار آباد، نظرًا لكون والدتهما أخت حاكم المدينة. تم إرسال إخوته المتبقين إلى قزوين حيث تمت معاملتهم بشرف.

## وفاته
في فبراير 1769، عين كريم خان، حسين قولي خان حاكمًا لدامغان. إلا أنه عندما وصل حسين قولي خان إلى دامغان، بدأ على الفور صراعًا عنيفًا مع قبيلة ديفيلو والقبائل الأخرى للانتقام لمقتل والده. ومع ذلك فقد قُتل قُرابة العام 1777 بالقرب من فينداريسك على يد بعض الأتراك من قبيلة ياموت الذين اشتبك معهم. نجا ولداه الإثنان آنذاك - حسين قولي وبابا خان (الحاكم الثاني لاحقًا لسلالة قاجار المعروف باسم فتح علي شاه قاجار).